# Séléniate d'or(III)
Le séléniate d'or(III) est un composé chimique de formule Au2(SeO4)3 résultant de l'action de l'acide sélénique H2SeO4 chaud concentré sur l'or :
2 Au + 6 H2SeO4 → Au2(SeO4)3 + 3 SeO2 + 6 H2O.
Il s'agit d'un solide jaune pratiquement insoluble dans l'eau qui tend à noircir au contact de l'air et à la lumière. Il se décompose à 370 °C.
La dissolution de l'or métallique dans l'acide sélénique concentré pour former des séléniates a été décrite pour la première fois en 1827 par Eilhard Mitscherlich. La cristallographie aux rayons X a cependant montré que les séléniates résultants contiennent en fait des sélénites et des disélénites d'or. La formule chimique du composé produit par la réaction de l'acide sélénique sur l'or serait par conséquent plus exactement Au2(SeO3)2(SeO4).